# Kenny Fisher
Kenneth Ronald Fisher (* 18. April 1981 in Hawthorne, Kalifornien, USA) ist ein US-amerikanischer Schauspieler, dessen bekannteste Rolle die des J.C. in American High – Hier steigt die Party! ist.
Kenny Fisher hat grüne Augen und braune Haare. Er ist 1,83 m groß. Sein jüngerer Bruder ist Kyler Fisher. Für ein Jahr arbeitete er als Model. Um seine Schauspielkarriere starten zu können, schlug er zwei Fußballstipendien aus.
Fisher ist ein begeisterter Schlagzeuger und Gitarrist. Außerdem geht er gerne auf Konzerte, trifft sich mit seinen Freunden, geht zur Kirche und schreibt Lieder oder Geschichten.
2005 war er sowohl Produzent und Drehbuchautor als auch Regisseur des Filmes Refuge.

## Filmographie
- 2000: The Sausage Factory als J.C.
- 2001: The Andy Dick Show, Gastauftritt
- 2001: American High – Hier steigt die Party! (The Sausage Factory) als J.C.